# 紹爾達努鄉
44°13′N 26°31′E / 44.217°N 26.517°E
紹爾達努鄉（羅馬尼亞語：Comuna Șoldanu, Călărași），是羅馬尼亞的鄉份，位於該國南部，由克勒拉希縣負責管轄，處於布加勒斯特以南40公里，每年平均降雨量960毫米，海拔高度35米，2007年人口3,317。